# Harald Thiel
Harald Thiel (* 28. September 1931 in Gebirgsneudorf, Tschechoslowakei; † 4. November 2002 in Dresden) war ein deutscher Maler und Grafiker. Anfangs arbeitete er im Stil des Sozialistischen Realismus. In den 1970er-Jahren wandte er sich, indem er seine Motive facettenartig auflöste, einer individuelleren gegenständlichen Darstellungsweise zu.

## Leben
Im Verlauf des Zweiten Weltkrieges zogen seine Eltern mit ihm aus dem Sudetenland nach Dresden. Dort wurde er als 13-Jähriger Augenzeuge der Luftangriffe auf Dresden am 13. Februar 1945, was auch sein Leben und sein Werk prägte. Nach 1945 absolvierte er eine Berufsausbildung zum Möbeltischler. Seinen Armeedienst leistete er von 1950 bis 1953 ab. In dieser Zeit lernte er seine spätere Frau Laura-Lonny Queck kennen. Beide heirateten 1952. Aus der Ehe gingen drei Kinder hervor.
Von 1954 bis 1959 studierte er an der  Hochschule für Bildende Künste Dresden bei Rudolf Bergander und Erich Fraaß Malerei. 1957 reiste er zu Studienzwecken nach Bulgarien. Für sein Diplom schuf er das Ölgemälde Kinderkrippe am Wochenende (110 × 145).

## Wirken
Thiel und Christian Rost schlossen 1960 Honorarverträge mit der in Dresden stationierten 7. Panzerdivision der NVA ab, in dem die Darstellung der Truppe im Stil des Sozialistischen Realismus vereinbart wurde. „Der Politoffizier der Division meldete: ‚Innerhalb der abgeschlossenen Verträge trat die NVA erstmalig als Auftraggeber in Erscheinung. […] Damit ist die bildende Kunst durch ein neues, entscheidendes Aufgabengebiet, die neue sozialistische Soldatenthematik, bereichert worden.‘“
Das Bild Fahneneid (Diptychon, Öl, 190 × 150 cm, 1968/1969) war eines seiner Auftragswerke. Es gibt die Szene wieder, in der die Soldaten schwören „[…] Der Deutschen Demokratischen Republik, meinem Vaterland, allzeit treu zu dienen und sie auf Befehl der Arbeiter- und Bauernregierung gegen den Feind zu schützen […].“
Thiel war freischaffend tätig. Von 1963 bis 1990 war er Mitglied des Verbandes Bildender Künstler Dresden. In den Jahren 1963 bis 1969 war er Meisterschüler bei Rudolf Bergander. 1964 erhielt er den Kunstpreis der NVA für eine Ausstellungsbeteiligung in Berlin. 1968 war er mit der Kreidezeichnung Volksarmist  an der Kunstmappe „Soldaten“ beteiligt, die von der Politische Hauptverwaltung der Nationalen Volksarmee herausgegeben wurde. Ab 1978 war er Fachschullehrer an der Hochschule für Bildende Künste Dresden in der Fachrichtung Bühnenbild, Trickfilm, Maskenbild und zeichnerisches Naturstudium und seit 1986 Fachschuldozent für das Grundstudium der Maskenbildner.
Als freischaffender Dresdner Künstler führte er daneben mehrere Auftragswerke für die Bezirke Leipzig, Dresden, Karl-Marx-Stadt und die Stadt Dresden aus. Neben der Malerei und Grafik arbeitete er mit Techniken der Antikbleiverglasung und der Kunst am Bau. Mehrere der Auftragswerke sind in Dresden und im Umkreis am Objekt erhalten und zu besichtigen.

## Werke (Auswahl)

### Tafelbilder
- Begegnung im August (Öl, 105 × 125 cm, um 1962)[7]
- Porträt eines Offiziers der NVA (Öl, 90 × 100 cm, 1964)[8]
- Das Konzert (Öl, 99,8 × 116 cm, 1967; Kunstfonds des Freistaats Sachsen)[9]
- Die Koppelung (Diptychon, Öl, 140,5 × 212 cm, 1976/1977; Kunstfonds des Freistaats Sachsen)[10]

### Baubezogene Werke
am Objekt erhalten
- 1966 Kindergarten Dürerstraße Dresden: „Deutsche Märchen“
- 1974 Kindersanatorium Schloss Neuhirschstein: „Jugendsport/Jahreszeiten“
- 1976 Hotel Bärenfels bei Altenberg: „Erzgebirgische Folklore“
- 1977 Ärztehaus Dresden Bönischplatz: „Lebensstationen“
- 1977 Altersheim in Seifersdorf: „Jahreszeiten-Lebensalter-Lebensbaum“
- 1978 Apotheke Johannstadt Dresden: „Heilpflanzen“
- 1980 Komplex Waldschänke Moritzburg Dresden: „Historische Jagdmotive“, „Nach der Jagd“

eingelagert
- 1984 Komplex Kreiskrankenhaus Dippoldiswalde bestehend aus Wandbild, Antikbleiverglasung, Suppraporte